# 爱情风险
《爱情风险》，新加坡爱情剧、新传媒爱情剧。新传媒製作。故事主要描述現代人的愛情故事。由白薇秀、郑斌辉、庞蕾馨、张耀栋、包勋评、李美玲、黄炯耀、曾诗梅等主演。在新传媒电视八频道播出。